# Nyíresújfalu
Nyíresújfalu (Дунковиця), település Ukrajnában, a Kárpátalján, a Beregszászi járásban.

## Fekvése
Ilosvától nyugatra, A Szernye vize mellett, Beregkisalmás, Kissarkad és Beregkövesd közt fekvő település.

## Története
Nyíresújfalu, Nyiresfalva nevét a 18. század közepén már említették az oklevelek.
A trianoni békeszerződés előtt Bereg vármegye Munkácsi járásához tartozott.
1910-ben 658 lakosából 11 magyar, 23 német, 623 ruszin volt. Ebből 635 görögkatolikus, 23 izraelita volt.

## Nevezetességek
- Görögkatolikus fatemplomát - 1701-ben Szent Miklós tiszteletére szentelték fel. Anyakönyvet 1776-tól vezetnek.